# Raytheon BBN
Raytheon BBN (originariamente Bolt Beranek and Newman Inc.) è un'azienda statunitense fondata da Leo Beranek e Richard Bolt. È una delle società responsabile della creazione, lo sviluppo e la manutenzione di ARPANET. Nel 2009 è stata acquisita da Raytheon.